# 博啓圖
博啓圖（1785年—1834年），富察氏，滿洲鑲黃旗人，清朝政治人物、清朝工部尚書。
曾任理藩院尚書。道光十三年五月丁酉，接替穆彰阿，擔任清朝工部尚書，后去世。由宗室耆英接任。

## 家庭成员
- 父惠倫，一等誠嘉毅勇公，嘉庆二年（1797年）卒于湖北剿匪途中。
- 姐妹富察氏，理藩院、兵部尚书奕灝嫡妻。
- 妻侄常喜，满洲正红旗人，吉林长春厅理事通判。[1]
- 子景慶，袭一等诚嘉毅勇公，卒于咸丰六年（1856年）。
- 子景善，早卒。
- 子景豐，官密云副都统、荊州將軍，袭騎都尉、雲騎尉，谥恭勤，为郡主额驸，女一，宗室溥桂嫡妻。
- 子景寿，尚道光帝第六女壽恩固伦公主，為咸豐帝顧命八大臣之一，谥端勤。
- 女富察氏，奉恩鎮國公載鋼嫡妻、贝勒銜固山敏恪贝子載容嫡妻、[2]镇国将军宗室義寶嫡妻、[3]镇国将军宗室恒齡繼妻、[4]辅国将军宗室奕雷嫡妻,[5]辅国将军宗室崇寿嫡妻。[6]